# 원자력 발전 정책
원자력 발전 정책은 원자력 발전을 이용하면서 수행하는 제반 정책을 말한다.

## 개요
대한민국의 원자력 발전 정책은 크게 4가지의 원칙을 바탕으로 이루어져 왔다.
1. 원자력 발전과 관련된 제반 정책은 국민의 신뢰를 기초로 이루어져야 한다는 것이다. 일본의 후쿠시마 원전사고는 원자력 발전의 안전에 대한 신뢰성 제고를 가져왔다. 후쿠시마 사고의 교훈을 반영한 추가개선 대책과 안전개선 대책은 적정한 규모의 재원을 투입하여 단계적으로 추진해 나가고 있다.
2. 지속적으로 증가하는 산업 및 가정용 전력 수요에 부응하기 위한 전력원으로서 원자력 발전소의 건설 추진이다. 2015년 7월 ‘제7차 전력수급기본계획’을 수립하여 2029년까지 원전비중을 28.2%로 증가할 계획을 제시하였다. 이를 위해 정부는 원전 건설지역 주민들과 소통과 협력을 강화해 나아가고 있다.
3. 전력생산의 부산물인 사용후핵연료의 적절하고 안전한 처리방안의 모색이다.
4. 국내에서 발전된 원자력 기술을 기반으로 한 원자력발전소의 해외수출이다.

## 원전 수출 산업화
2011년 후쿠시마 사고 이후 독일, 스위스, 그리고 벨기에는 원자력 발전을 축소하는 정책을 택했다. 그러나 세계적으로 보면 에너지 수요는 지속적으로 증가하고 있다. 뿐만 아니라, 기후변화에 대처하는 온실가스의 감축이 현실적인 문제가 되고 있다. 특히, 식량에 이어 에너지를 안보적 차원에서 접근해야 된다는 인식의 증가 또한 무시할 수 없는 정책적 고려 요소이다. 
현재의 기술을 반영할 때, 대체에너지원의 불확실성이나 불충분성은 원자력 발전의 중요성을 증가시키고 있는 추세이다. 특히, 개발도상국가인 터키나 인도네시아, 폴란드와 체코 등의 유럽 국가를 비롯하여 UAE와 남아프리카를 포함한 중동 그리고 아프리카 국가들은 경제성장정책의 추진도구로써 원자력을 대안으로 고려하고 있다. 
이러한 시장 상황에서, 주요 원전 수출 경쟁국들은 정부와 산업계가 합동으로 원자력 발전소 사업의 수주에 총력을 기울이고 있다. 러시아의 경우 정상외교, 금융지원, 협력패키지 제공 등 강력한 정부지원 하에 독보적인 수주 실적을 기록하고 있다. 원자력 발전의 후발국으로 알려진 중국의 경우도 예외가 아니다. 원자력 발전소의 해외수출을 위한 ‘차이나 스탠다드 세계화’를 외치고 있다. 대한민국은 지난 40여 년간 축적된 원전 건설 노하우를 바탕으로 한전이 주축이 되어 2009년 12월 UAE에 한국형 원전 APR1400 총 4기를 수출하였다. 
대한민국은 추가적인 원전의 수출을 실현하기 위해 외국 기업과 전략적 파트너십을 강화하여, 제 3국 공동진출 방안을 모색하고, 원전 수출금융 경쟁력을 강화해 나가고 있다. 또한, 국가별 필요성에 적합한 맞춤형 전략을 추진하고 있으며, 부처 간 필요한 공조를 형성하여 추가적인 원전 수주를 위해 폭넓은 활동을 하고 있다. 
한국원자력수출협회는 정부, 산업계와 함께 말레이시아, 이집트, 인도네시아 등 국가의 원자력 주요 관계자들에게 원자력 발전과 관련된 이슈에 대한 정책공조를 강화하고 있다. 예를 들어, 원자력 산업의 가장 어려운 문제인 주민수용성에 대한 한국의 경험 공유 프로그램을 현지뿐만 아니라 국내에 해당 국가의 관계자를 초청하여 의견을 교환하는 노력을 경주하고 있다.

## 방사성 폐기물 관리
1986년부터 수차례 진행되어 온 방사성 폐기물 관리시설의 설치를 위한 부지 선정 작업은 고려지역의 적절성 문제의 발생이나 해당지역 주민의 수용성 문제 등의 발생으로 인해 사용후핵연료를 포함한 고준위 폐기물의 처분을 위한 시설의 마련은 난항을 겪고 있다. 
그 동안 정부의 정책 전환으로, 현재는 고준위방사성폐기물을 정책논의에서 분리하고 중･저준위방사성폐기물 처분 시설을 별도로 건설하여 운영 중이다. 그 덕분에 ‘중･저준위방사성폐기물 처분 시설의 유치지역 지원에 관한 특별법’을 제정하고 처분시설에는 사용후핵연료를 제외한 중･저준위방사성폐기물 만을 반입하며 유치지역에는 3천억 원의 특별지원금, 반입수수료, 한국수력원자력(주)의 본사 이전 등과 양성자가속기 사업의 유치 등 획기적인 정책 내용을 포함할 수 있었다. 
그 결과 경주, 군산, 포항, 영덕 등 4개 지역에서 유치 신청을 하였고, 주민투표를 통해 경주지역이 부지로 최종 선정되었다. 2014년 6월 30일 1단계 10만드럼 규모의 중·저준위 방사성폐기물처분장공사를 완료하고, 2014년 12월11일 원자력안전위원회로부터 처분시설의 사용승인을 받은 후 현재 중저준위에 해당하는 방사성폐기물의 반입이 이루어지고 있다. 
2015년을 기준으로 볼 때, 누적 발생량이 대략 15,000톤 정도의 고준위방사성폐기물인 사용후핵연료는 2004년 12월의 제253차 원자력위원회의 의결에 따라, 각 원전별로 저장능력을 확충하여 원전부지 내에 저장되고 있으며, 발전소별로 포화 가능성을 고려해서 중간저장 등의 방안을 마련하고 있다.
2004년 제253차 원자력위원회 의결에 따라, 2007년 4월에는 갈등관리전문위원 일부 및 외부전문가로 구성된 ‘사용후핵연료 공론화 TFT’를 구성하고 해외 공론화 사례 연구를 진행하였다. 2009년에는 ‘방사성폐기물관리법’ 개정을 통해 공론화 추진을 위한 법적근거를 마련하였다. 2011년에는 원전지역대표, 과학기술계, 인문사회계 및 시민사회단체 등의 전문가 및 이해관계자들이 참여하는 ‘사용후핵연료 정책포럼’을 운영하였다. 포럼에서는 사용후핵연료 관리방안과 공로화 방향에 대한 총 14개 권고사항이 포함된 ‘사용후핵연료 관리정책 수립과 공론화를 위한 권고’보고서를 정부에 제출하였다.
정부는 포럼에서 제출한 대정부 권고보고서를 토대로 사용후핵연료관리방침을 2012년 제2차 원자력진흥위원회에서 의결하였다. 이에 따라, 2013년 10월 공론화위원회가 출범되었고, 사용후핵연료 공론화위원회는 ‘사용후핵연료 관리에 대한 권고안’을 2015년 6월 정부에 제출하였으며, 정부는 사용후핵연료 관리 기본계획을 수립하고 입법화를 추진하고 있다.

## 원전설비 안전관리
원전설비에 대한 안전관리는 원전의 안전성 확보를 위한 전제로서 원자력 발전소가 어떠한 상황에서도 안전상태를 유지하여, 방사선 누출을 막을 수 있도록 설계하고, 설계에 제시된 각종 안전기능 요건이 유지될 수 있도록 하는 것이다. 
원전은 발생 가능한 모든 사고를 고려하여, 그 원인을 근본적으로 제거하도록 설계된다. 설령 이상 상태가 발생하더라도, 이를 감지하여 정상화하거나 원자로를 정지시키는 등의 조치를 통해 사고로 확대되는 것을 방지하도록 설계된다. 또한 이상 상태가 사고로 진행되더라도 방사성 물질의 외부 누출을 방지하기 위해 다중방어시스템을 갖추고 있다. 
공학적안전설비, 발전소 보호계통, 발전소 감시 및 제어계통 등의 안전설비는 기준과 절차에 따라 필요한 조건에 제대로 기능을 발휘하는지 규제 전문기관의 안전심사, 안전점검 등을 통해 확인 점검하고 있다. 원전의 안전 운영의 핵심역할을 담당하는 운전원 대상으로 모의제어반 훈련을 실시하여 원전 운영 과정에서 발생 가능한 여러 가지 상황에 대처할 수 있는 교육을 실시하고 있다. 
원전 시설에 대한 물리적 방호조치와 사이버보안을 강화하고 있다. 물리적 방호는 사고로 인한 피해(방사선적 영향)를 최소화하기 위한 일체의 조치로서, 핵물질 및 원자력 시설에 대한 내외적 위협을 사전에 방지한다. 또 위협(사보타주, 불법이전)이 발생한 경우 이를 신속하게 탐지하여 대응조치(지연 및 대응)를 취하고 있다. 발전 사업자는 핵심구역 선정 및 광역피해 분석, 물리적 방호 설계 및 유효성 평가, 핵물질 저장․이송 사보타주 영향평가, 컴퓨터시스템 보안체계 개발, 물리적방호 요건서 및 보안계획서 등을 개발하여 적용하고 있다. 
사이버보안을 위해 원자로형별 필수 디지털 자산을 대상으로 표준 대응체계 플랫폼, 즉 사이버 보안 대응 정책서, 계획서, 절차서, 지침서 등을 개발하여 발전소 현장에서 적용토록 하고 있다. 컴퓨터 시스템 보안체계 구축을 위해 사이버 보안조직 구성, 보호대상 자산 선정, 필수 디지털 자산 접근 경로 확인, 사이버 공격 경로망, 완화 전략, 심층방호 전략, 보안조치 수행, 사이버 보안계획 운영 등이 포함되어 있다. 또한 네트워크의 물리적 분리, 제어계통과 인터넷 간 망분리, 백신프로그램 사용과 불필요한 연결가능 포트 제거, 정보보안전문가 진단을 통한 시스템 취약성 개선과 실시간 모니터링도 지속적으로 수행하고 있다. 
원전 사업자는 원전 설비의 신뢰성을 확보할 수 있는 정비효과감시 프로그램(MR; maintenance effectiveness monitoring program), 발전정지 유발기기 관리 프로그램(SPV; single point vulnerability program) 등 발전소 안전관리 프로그램을 추진하고 있으며, 발전소의 경년열화에 따른 안전성 저해요소를 방지하기 위하여 중장기 수명관리계획(LTAM; long-term asset management program)을 또한 추진하고 있다. 아울러, 원전 설비의 안전관리를 위해 품질보증체계를 강화하고 있으며 공급자 품질관리와 원전 기자재 제작품질 활동, 품질서류 위변조 조사 및 검증활동을  수행하고 있다. 원자력 품질보증시스템은 원자력안전법의 규제요건에 따라 설정 운영된다. 

## 원전 주변지역 환경관리
원자력 발전소는 발전소 건설부터 운영까지 전 과정에 걸쳐 자연·생활환경과 사회·경제환경에 미치는 영향을 미리 예측․분석하고 부문별 구체적인 환경영향의 저감 또는 최소화하는데 목적을 두고 「환경영향평가법」에 따라 시행하고 있다. 
발전소 건설 및 운영 중에 수행하는 환경영향 조사 및 평가는 환경영향평가 협의내용 및 자체 원전주변 환경조사 지침에 따라, 일반환경 및 해양환경 분야에 대하여 실시하고 있다. 환경조사 및 평가항목은 기상, 지형·지질, 동·식물, 해양환경, 수리·수문, 토지이용, 대기질, 수질, 토양, 폐기물, 소음, 진동, 악취, 인구, 주거, 산업, 교육, 교통 등으로 구성되어 있으며, 온배수에 의한 해양 동식물 등 수산자원에 미치는 영향도 조사·평가하고 있다. 
환경관리는 일반환경, 온배수, 방사선으로 구분할 수 있다. 일반환경 관리 분야는 환경관계법규에 따라 발전소 운영으로 발생하는 환경오염물질을 적법하게 관리 및 처리하기 위하여, 하·폐수처리시설 및 폐기물 보관․처리시설 등을 설치·운영하고 있다. 따라서 원전주변 환경조사 지침에 따라, 발전소 주변의 육상 및 해양 생태계에 대한 변화여부를 지속적으로 조사·평가하고 있다. 해양환경 상태를 연속적으로 감시하기 위하여 발전소 취·배수구 주변 해역에 해수온도 연속측정기, 수질분석기 및 유향·유속계를 설치, 운영하고 있다.  
온배수 온도가 허용치 이내를 유지하도록 발전소를 운영하여, 온배수로 인한 영향을 최소화하는 방안을 수립하고 있으며, 신규 건설원전의 경우 온배수로 인한 해양환경에 미치는 영향을 저감하기 위해 수중 취․배수 공법을 적용하고 있다.  
 환경방사선의 단기적 변동 상태를 파악하여 원자력시설의 사고 및 방사선 비상상황을 조기에 감지하는 것을 목적으로, 방사선 환경관리도 실시하고 있다. 방사선 환경감시를 통해 방사능 준위 및 방사능 장기 축적경향을 파악하기 위한 자료 축적, 체외 및 체내 방사선에 의한 주변주민의 방사선 피폭선량 추정, 방사선비상시 주변지역의 방사선(능)을 파악하여 적기에 주민보호조치를 취할 수 있는 자료를 확보한다. 원자력 이용시설의 환경방사선/능 감시계획은 가동전 감시계획과 가동중 감시계획으로 구분하여, 시설의 가동 후 환경 상태와 합리적 비교를 가능하게 하도록 하고 있다. 
원전 주변지역에 대한 환경 방사선 감시를 위해서, 발전소 주변지역에 환경 방사능 감시기를 설치하여 운영하고 있으며 환경 감시의 투명성을 위하여 지역 주민이 환경 방사능 모니터링에 참여 하는 등 원자력발전소가 주변지역에 미치는 영향에 대해 인근 주민의 불안감 해소와 지역 참여를 환경 관리 정책의 한 방향으로 추진하고 있다.

### 원전 주변지역 지원제도
발전소 건설과 운영에 대한 주변 지역 주민 수용성 제고를 위한 ‘발전소 주변지역 지원에 관한 법률을 제정하고, 1990년부터 지원 사업을 진행하고 있다. 지원은 발전소로부터 반경 5km 이내의 육지 및 섬 지역에 속한 읍·면·동 지역에 운영하고 있으며, 기본지원 사업, 특별지원 사업, 홍보사업, 그 밖에 주변지역의 발전, 환경안전관리와 전원 개발의 촉진을 위하여 필요한 사업이 여기에 해당된다.
기본지원 사업은 소득증대사업, 공공사회 복지사업, 인재양성사업, 주민복지 지원 사업, 전기요금보조 사업 등으로 구성되며, 사업 시행자는 지방자치단체의 장이지만 전기요금 보조 사업의 경우에는 발전 사업자가 실시한다. 또한 발전원, 발전량에 따라 관련 법령에 규정된 산정 기준으로 산정하고 있다.
연간 지원금 = 전전년도 발생량(kWh) × 발전원별 지원금 단가(0.25원/kWh) + 설비용량(MW) × 발전원별 설비용량 단가(만 원/MW)
사업자 지원 사업비는 ‘발전소 주변지역 지원에 관한 법률’에 의거, 원자력발전소 발전 사업자가 자기 자금으로 수행하는 사업자 지원 사업을 시행토록 한다. 교육, 장학 지원 사업, 지역 경제 협력 사업, 주변 환경 개선 사업, 지역 복지 사업 등에 사용 가능하며 지역이나 산정 기준은 ‘발전소 주변 지원 사업’과 동일하다.
지역자원 시설세는 지역의 균형 발전 등에 소요되는 재원을 확보하기 위하여, 발전용수·지하수·지하자원·컨테이너를 취급하는 부두를 이용하는 컨테이너·원자력 발전으로서, 대통령이 정하는 것을 과세 대상으로 하여 과세표준과 표준세율을 정했다.
 • 원자력발전: 발전량 1kWh당 1원
특별지원사업은 발전소 주변지역이 속하는 지자체(시·군·구)지역을 대상으로 기본지원사업의 세부 내용을 고려하여 사업을 시행하며, 지원금의 규모는 건설비의 1.5%(자율유치시는 0.5% 가산)로 산정하여 사업을 시행할 수 있다.   

## 원전의 해체대책
원자력발전소는 우라늄과 같은 핵분열 물질을 사용하므로, 원자로와 일부 계통 및 구조물이 방사능에 오염되어 있다. 그러므로 수명이 다한 원자력발전소는 사람과 주변 환경에 영향을 주지 않도록 안전하게 해체하는 대책이 요구된다. 원전 해체는 영구정지-해체준비-제염-절단·절거-폐기물처리-환경복원의 6단계로 진행되며 최소 15년 이상  소요된다. 한국은 트리가마크 2와 3의 연구용 원자로를 해체한 경험이 있으며 고리 원자력발전소 1호기를 2017년 영구정지 시키고, 2022년 6월까지 해체 계획을 세운 뒤 해체하기로 결정하였다.  
원자력시설 해체정책의 목적은 ①작업종사자와 주민을 보호하고, 환경에 미치는 영향 최소화, ②최적의 방법으로 해체 대상 시설의 철거, 처리 및 처분(또는 재활용), ③부지 개방 또는 다른 용도로 재이용 등 미래 활용을 위한 고려 등이다. 그러나 원자력시설 해체과정에서는 해체에 대한 이해당사자(정부, 국민, 시민단체, 소유자, 철거자 등)의 생각, 해체의 안전성과 인·허가, 해체시설의 초기상태, 비용, 시기, 일정과 전략, 가용한 기술(제염, 절단기술 등), 방사성폐기물 처리 및 처분방안과 방사선방호 등 제약사항을 고려하여야 한다.
대한민국은 1978년에 상업운전을 시작한 고리 1호기가 2017년 6월 19일 영구정지에 들어간다. 원자력 발전소는 원자로가 영구정지에 들어가도 공기조화설비, 사용후핵연료 저장조, 호기 간 복합설비 운영을 위한 운영변경허가를 별도로 규제기관으로부터 받아 영구정지 대비 절차서, 지침서, 설계변경, 형상관리 등의 업무를 진행하게 된다.
원전사업자는 「원자력안전법」에 따라 모든 가동원전과 건설원전에 대하여 예비해체계획서를 작성하여, 규제기관의 인·허가를 받아야 한다. 따라서 고리1호기는 영구정지 돌입 후 5년 내에 최종해체계획서를 원자력안전위원회에 제출하여야 한다. 
최종해체계획서에는 부지 및 환경영향, 방사선학적 특성, 해체전략, 관리 및 조직, 해체방법(방호기술, 제염기술, 절삭기술, 절단기술, 오염토양 복원기술, 지표수·지하수 복원기술, 해체작업 표준 공정도), 방사성폐기물 관리(제염폐액 처리기술, 콘크리트철강 감용 기술, 재활용 강재 처리기술, 혼합폐기물 처리기술, 중·저준위계기물 처리기술, 금속폐기물 재활용기술), 재정 보증(해체물량 평가기술, 해체비용 평가기술), 안전성평가, 방사선방호 및 안전, 환경영향 평가, 부지복원 등 원전해체 전 과정과 기술이 포함된다. 
정부와 원전 사업자는 원전 해체사업 및 해체기술 로드맵에 따라 연구과제들을 수행하였다. 그 대상은 대형 금속폐기물 처리 실용화 방안 연구, 방사성폐기물 감용을 위한 금속표면오염 제거기술 개발, 토양 환경 방사능 관리 기술개발, 방사성폐기물 자체처분을 위한 예상피폭선량 평가체계 구축, 중수로원전 해체선원항 평가기술 개발 및 검증, 원전 저오염 방사성폐기물 자체처분 기술개발, 방사성폐기물 유리화 기술개발, 방사성 금속폐기물 처리 및 재활용 타당성 연구, 고방사성 원자로 구조물 해체방법론 개발, 원전해체 선원항 평가기술 개발, 표준형·중수로형 원전 해체비용 평가 등이다. 
현재는 원전해체 표준설계 기술개발, 원전해체를 위한 냉각재계통·기기제염 상용기술개발 등의 연구과제를 진행 중에 있다. 수립된 원전해체 기술개발 로드맵은 사업관리분야와 요소기술분야로 구분되는데, 사업관리분야에서는 엔지니어링 및 사업관리, 공정·공사비·물량평가, 해체공학·설계기술, 방사선안전·특성평가, 안전·환경·품질·비상계획 등이며, 요소기술분야는 제염기술(계통,기기), 절단·철거기술, 폐기물처리·처분기술, 재활용기술, 방사선측정·선량평가, 부지복원기술 등이다. 

## 원전 안전성 향상
후쿠시마 원전 사고 이후, 정부는 기존의 안전성에 더하여 설계초과 지진 및 쓰나미 등 극한의 자연재해 상황에서도 사고가 나지 않도록 안전관리를 강화, 장단기 개선대책을 도출하고 이행 중에 있다.
지진에 의한 구조물 안전성 강화를 위한 지진 자동정지설비 설치, 해일에 의한 구조물 안전성 강화를 위한 고리원자력발전소 해안방벽 증축,  침수 시 전력·냉각계통 확보를 위한 이동형 발전차량 확보, 중대사고 대응을 위한 무전원 수소제거설비 설치, 비상대응 및 비상진료 체계 구축을 위한 비상대응시설 개선, 정기검사·안전검사 강화 등이 주요 개선 사항이다.  
원전사업자는 원자력안전법에 따라 원전의 안전성 확보를 위해 결정론적인 안전성분석과 더불어, 원전의 사고발생확률 및 사고영향을 확률론적으로 정량화 한 확률론적안전평가(PSA)를 수행하여 운영허가 신청서에 첨부하여 규제기관의 승인을 받는다. 또한 극한자연재해에 대한 원전의 대응능력 확인을 위한 모든 원전에 대한 스트레스테스트를 수행, 월성 1호기를 시작으로 2019년 6월까지 모든 가동원전을 대상으로 추진하고 있다. 
지진에 대비하기 위해 원전 부지 선정과정에서도 지진에 대한 영향 평가가 이루어지고 있으며, 2016년 9월 경주 지진으로 인해 지진대응 강화를 위해 지진재해도 평가, 내진성능 향상, 면진장치 개발 등을 정책적으로 추진하고 있다.
또 설계기준을 초과하는 극한재해 또는 다중 고장의 중첩으로 인한 중대사고가 발생하더라도, 사고의 영향을 완화하며 안전한 상태로 회복하기 위하여 취하는 조치계획서인 '사고관리계획서'를 2019년 상반기까지 개발하는 것을 추진하고 있다. 사고관리계획서는 규제기관의 승인을 받아야 하며 통합사고관리전략, 다중고장사고 해석, 중대사고 상세 평가, 극한재해 완화전략 및 지침서, 확률론적 안전성평가, 부지 내 다수호기 사고에 대한 대응 평가 등이 포함된다. 
- 스트레스테스트(stress test) : 원전의 안전 기능을 위협하거나 중대사고가 일어날 수 있는 자연재해 등의 극한 환경에서 발전소가 안전하게 버텨낼 수 있는 안전 여유도를 평가하는 작업을 말한다. 원자력발전소가 스트레스테스트를 시작한 계기는 후쿠시마 원자력발전소 사고였다. 유럽연합의 국가들은 2011년 후쿠시마 원전사고 이후 발전소의 안전기능을 위협하고 중대 사고를 일으킬 수 있는 자연재해 등의 극한 환경에 직면했을 때, 발전소가 안전하게 버텨낼 수 있는 안전 여유도를 평가하는 작업의 일환으로 스트레스테스트 방법을 채택하였다. 스트레스테스트는 3가지 극단적 상황을 가정하여 대처능력을 확인한다. 첫 번째는 원전이 설계기준을 초과하는 지진이나 해일 발생, 두 번째는 원전 내 전력 차단이나 냉각수단 상실로 안전 기능을 잃는 경우, 세 번째는 상황 대처 과정에서 인적 오류나 의사 결정 과정의 혼란이 빚어지는 경우다.  대한민국 원자력안전위원회는 EU의 스트레스테스트 평가방법을 기반으로 하되, 지진에 의한 구조물·계통·기기 안전성 점검, 해일 및 기타 자연재해에 의한 구조물·계통·기기 안전성, 전력계통 등 안전기능 상실에 대한 대응능력, 중대사고 관리능력, 방재 및 비상대응능력 등 5개 분야 21개 항목을 테스트하고 있다.

## 원전기술 자립 추진
대한민국 원자력기술은 현재 95% 자립 수준에 이르고 있으며, 원자력 발전 부문에서도 국내 발전량의 30%를 가량을 차지하는 기저전원으로서 안정적인 전력공급에 주요한 역할을 담당하고 있다. 
고리1호기는 전적으로 외국의 기술에 의존하는 일괄발주방식(turn-key)으로 건설되었다. 이는 원전건설에 대한 국내 기술과 경험 그리고 산업기반이 취약했기 때문으로, 대한민국은 부지조성공사, 일부 토건자재 공급, 단순 노무인력 제공 등에 국한되었다. 
1984년 7월 정부는‘원자력발전 경제성 제고방안’을 수립하여, 기술자립을 위한 방향 및 역할분담을 확정하여 ABB-CE사와 기술도입을 위한 10년 기한의 기술도입계약을 체결하여, 기술자료 도입, 교육훈련 수행 등 체계적이고 종합적인 원전건설 기술자립계획을 추진하였다.
한빛3·4호기는 순수 국내 기술진에 의해 건설된 한국 원전건설 기술의 집합체이며, 한국표준형원전인 한울 3·4호기의 효시가 되었다. 이를 통해, 국내 중화학공업분야의 기술수준 향상과 국내업체를 분야별 주계약자로 하고, 외국업체는 핵심기술을 지원하는 하도급자로 참여하게 함으로써, 명실상부한 원전건설 기술자립을 달성할 수 있었다. 
1992년 G-7 프로젝트의 하나로 ‘차세대원자로 개발’을 선정하고, 국내 산학연의 참여로 10여 년의 연구개발을 수행하여, 신형경수로(APR1400)를 완성하게 되었다. APR1400은 2002년 규제기관으로부터 설계인증을 획득함으로써, 국내기술로 독자 개발한 최초의 원전으로 신고리 3·4호기로 채택되었으며, 2009년 12월 아랍 에미리트(UAE)에 4기를 수출하게 되었다.
웨스팅하우스와 체결한 기술사용 협정이 2007년 6월 만료됨에 따라, 웨스팅하우스의 협력없이 독자적으로 해외수출을 위한 미자립 핵심기술(원자로냉각재펌프, 원전계측제어설비, 제3자 제안코드)의 개발과 함께 APR1400 이후 해외 선진로형과 경쟁할 수 있는 1,500Mwe급의 고유원자로(APR+)를 개발하여, 2015년 규제기관으로부터 설계인증을 획득하였다. APR+는 원전설계코드 등 3대 핵심기술 국산화 반영, 피동보조급수계통 개발 등 해외 경쟁원전 대비 성능개선, 후쿠시마 후속조치 반영, 항공기 충돌 등 강화된 규제요건을 적용한 순수 우리기술로 완성한 고유노형이다. 
최근에는 건설기술 선진화를 위한 건설원전 사업관리 체계 개발, BPM(business process management) 기반 건설관리체계 구축, 원전 생애주기 형상관리 및 통합정보관리체계 확립, 건물 체적 및 배치의 최적화 기술개발, 신기술/신공법 개발을 수행하고 있다. 이를 통해, 세계 최고품질, 최단공기, 최저비용 원전건설을 목표로 원전 경제성과 안전성 향상에 노력하고 있다. 또한 자연재해로부터 원전 안전성을 확보하기 위하여, 원전부지 및 구조물 안전성평가, 원전부지 활성단층 및 지진 안전성평가, 지진/단층 감시시스템 운영, 원전부지 수문/지반 안전성평가, 발전소 구조물 안전해석 및 평가, 구조/내진 성능향상, 구조물 수명평가 및 관리, 고성능 구조재료 개발에도 앞장서고 있다. 
운영기술 고도화를 위해 주요기기 온라인 통합모니터링 및 예측진단 시스템 개발, 이물질 건전성 평가, 밸브․펌프 내구성 시험, 주요기기의 경년열화평가 및 완화기술 개발, 구조건전성 평가, 손상분석, 기계재료 및 용접기술 개발, 장기 계속운전, 장기 설비관리 기술개발, 배관감육, 피로감시 기술개발 등을 통해 발전소 운영신뢰도를 제고 하고 있다. 증기발생기 관리프로그램 운영과 가동중 검사를 위한 검사기술, 신호처리 및 평가, 가동중검사 엔지니어링 등 가동중검사 종합지원 체계구축을 실현하고 있다. 

## 원전 기술개발 추진
원자력 연구개발은 현재 원자력 발전소의 안전성 향상, 기자재개발, 상업용 원자로 신기술개발 등 실용·응용 연구에 중점을 두고 추진하는 「원자력핵심기술개발사업」과 기초·기반응용 분야 연구 개발 등 중장기적 관점에서 추진하는 「원자력연구개발사업」이 있다. 
21세기 초에 원자력 과학기술 선진국 진입과 원자력 핵심기술 확보를 통해 국가 에너지 자립기반 구축을 목표로 추진한 「원자력 연구개발 중장기 개발계획(1992~2001)」은 정부주도와 산업체주도 과제로 구분하여 연구개발을 진행하였다. 그러다 정부는 1997년 「원자력 연구개발 중장기계획」을 특정 연구개발사업에서 분리·추진하여, 정부 주도의 「21세기를 향한 연구개발 중장기계획(1997~2006)」 및 산업체주도 연구개발을 개편한 「원전기술고도화사업계획(1997~2006)」을 수립함으로써, 현재의 연구개발 추진체계를 갖추게 되었다.  
이후 원전수출 실현을 위해 원자력진흥종합계획과 연계한 원자력 산업 진흥부문의 중장기 계획인 「원전기술발전계획(Nu-Tech 2012)」을 수립, 추진하였다. 이를 통해, 미자립 3대 핵심기술이었던 원자로냉각재펌프, 원전계측제어시스템, 원전설계핵심코드 등 핵심 원천기술을 확보하여, 원전 해외수출의 기술적 장애를 해소할 수 있게 되었다. 
정부는 원자력발전정책과 연계한 기술개발계획으로 Nu-Tech 2012에 이은 「Nu-Tech 2030」을 수립 중에 있다.
Nu-Tech 2030은 ① 운영원전 안전 최우선 기술개발, ② 수출 경쟁력 강화 기술개발, ③ 사후관리 기반구축 기술개발 등을 기본방향으로 정하고, 중대사고 예방·대처기술, 원전 방호 기술, 가동원전 안전성평가·개선 기술, 국민안심 증진기술, 혁신적 안전 강화 기술, 수출용 원전 개발, 핵연료 기술, 미래 융합기술, 원전해체 상용기술, 사용후핵연료 운반·저장기술, 사용후핵연료 영구 처분기술, 중·저준위 복합처분시설 최적화 운영기술 등을 핵심기술분야로 선정하고 있다.
원자력핵심기술개발사업이 Nu-Tech 연구개발계획을 중심으로 추진되는 반면에, 원자력기술개발사업은 5년 주기로 원자력진흥종합계획에 따른 원자력연구개발 5개년 계획을 수립하여 추진되고 있다. 원자력연구개발 5개년 계획은 경수로에 관련된 기술개발 뿐만 아니라, 원자력안전성 향상을 위한 기반연구와 경수로와 다른 노형인 소듐냉각고속로 등 미래원자로개발과 파이로프로세싱을 이용한 사용후연료 처리 관련 연구 및 방사선 응용연구 등을 포함하여 추진하고 있다.
정부 주도의 연구개발과 별도로, 원전사업자는 원자력 기술경쟁력을 높이기 위해, 원전 안전성 강화, 성장동력 창출, 전력공급 안정성 확보, 설비 신뢰성 제고 등 4대 중점 추진전략을 바탕으로 하는 중장기 연구개발계획을 자체적으로 수립, 운영 중이다.  주요 연구분야는 월성부지 인근 단층조사 및 확률론적 지진재해도 평가, 가동원전 사고관리계획서 개발, 다수기 사고 시나리오 기반의 확률론적 리스크 평가, 온라인 감시진단 기술 적용 종합 운영상황실 구축, 혁신적 안전경수로 개념설계 개발, 원전해체 부지 방사선 조사 및 복원지침 개발, 고리1호기 해체를 위한 필수 및 보조기술 개발, 원전 압력용기/배관 경년열화 평가 및 완화기술 개발, 원전 가동중 검사 종합관리시스템 개발 등이 있다.

## 원자력 안전규제[1]
원자력 안전규제란 ‘원자력의 개발과 이용에 수반될 수 있는 방사선 위해로부터 공중과 환경을 보호하기 위하여 국가가 기업과 개인의 행위를 제약하는 것’이라고 할 수 있다. 
원자력을 이용함에 따른 잠재적 위험은 방사선을 방출하는 방사성물질에 기인한다. 방사선은 인체나 환경에 심각한 위해를 가할 수 있으며 인간의 감각으로 느낄 수 없기 때문에 방사성물질이 환경으로 나오지 않도록 관리하는 것이 필요하다. 원자력 시설에서 방사성물질의 대규모 방출이 일어날 경우 피해의 범위가 광범위하고 피해대상이 다수의 일반대중이 될 수 있기 때문에 원자력의 안전은 일반 공중의 안전에 초점이 맞추어져 있다. 보통 방사성물질의 대규모 방출 사고는 발생가능성이 희박하므로, 안전규제의 효과는 통상 잘 드러나지 않게 되고, 사업자들은 원자력 안전규제를 불필요한 규제로 오해하게 되어, 규제기관에 불만을 갖고 규제의 완화를 요구하는 현상이 생길 수 있다. 따라서 규제의 독립성이 중요하다. 또한 원자력은 기술집약적 산업이며 안전성 확보를 위해 최적의 기술을 적용하고 있어 원자력의 안전규제를 위해서는 고도의 전문성을 필요로 한다.

### 체계
국제원자력기구는 안전기본문서로 발간된 <기본안전원칙(SF-1)>에서 정부의 역할을 ‘독립적인 규제기관의 설치를 포함하여 안전을 위한 효과적인 법적 및 행정체계를 수립하고 유지해야 한다’라고 규정하고 있다. 이와 함께 안전기준문서인 <안전을 위한 정부, 법적 및 규제 체계(GSR Part 1)>에서 원자력 안전성 확보를 위한 정부의 책임과 기능, 범세계적 원자력 안전체제, 규제기관의 책임과 기능에 대한 다양한 안전기준을 제시하고 있다. 이에 따라, 정부는 원자력안전에 관한 국가 정책과 전략을 수립하고 이행해야 하며, 안전에 관한 체계를 구축하며, 독립성이 보장되는 규제기관을 설립하고, 안전에 관한 일차적 책임관계를 명확히 하며, 비상대응, 해체 및 폐기물관리, 안전역량의 확보, 타 정부기관 간의 협력 등이 규정되어야 한다. 또한 안전성 향상을 위하여 국제적인 의무를 충실히 이행하고 국제협약에 가입하여 협력을 증진해야 한다. 
대한민국에서 원자력발전소 허가는 크게 건설허가 및 운영허가의 2단계로 구분하고 있다. 건설허가 이후 발전소의 건설과 기기설치에 따른 사용전검사가 수행되며, 검사결과는 운영허가에 대한 규제심사에 활용된다.
발전사업자는 운영허가와 더불어 방사선비상계획, 계량관리규정, 물리적 방호규정 등의 승인을 받은 후에 발전소의 운전을 개시할 수 있다. 운영허가 이후에는 정기검사와 주기적안전성평가를 수행해야 하며, 설계수명이 만료된 발전소에 대해서는 주기적안전성평가 결과 등을 토대로 계속운전 여부를 결정해야 한다. 
한국의 안전규제 행정체계는 원자력안전위원회와 위원회 소속의 사무처로 구성된다. 또한 원자력 안전규제의 전문성과 기술적 특성을 감안하여, 위원회가 업무의 일부를 위탁하고 있는 한국원자력안전기술원, 한국원자력통제기술원, 한국원자력안전재단의 전문기관이 있다. 

### 규제기관
원자력 안전규제를 위해 규칙과 기준을 마련하고, 규제업무를 관리, 집행하는 준입법적, 준사법적 기능을 수행하는 기관으로, 일반적인 행정기관과는 성격을 달리한다. 특히 규제의 결과로 많은 사람의 이익이 영향을 받기 때문에, 규제행위의 과정에 여러 경제적, 사회적 집단들이 상반되는 이해관계를 가지고 다양한 정치적 영향력을 행사할 수 있다. 따라서 규제기관은 이들 여러 집단의 이해를 조정하여 일정한 방향으로 경제적, 사회적 질서를 창출하고 유지하는 역할을 담당해야 한다. 
규제기관의 주요 기능은 규제활동의 근거가 되는 규제요건과 지침의 개발, 인·허가 등을 위하여 사업자가 제출한 서류에 대한 규제심사, 인·허가의 결정, 안전성 확인을 위한 규제검사, 규제요건 위반 시의 행정조치를 위한 규제집행 등으로 구분된다. 이러한 기능은 원자력시설의 부지선정·설계·건설·시운전·운전·해체에 이르는 수명주기의 각 단계에서 공히 적용되며, 원자력 활동에 대하여도 활동의 시작에서 종료 시점까지 선별적으로 적용된다.

### 안전규제 검사
원자력안전법에 의한 발전소의 설치에 관한 사용전검사, 가동중 발전소의 정기검사, 품질보증검사, 특정핵물질(국제규제물자 중 핵물질)의 계량관리검사, 주재관 일상검사 및 특별검사 등이 있다. 그리고 2014년 11월 동 법 시행령을 개정하여 도입한 안전 관련 설비의 공급자 등 검사가 있다. 이 외에도 원자력시설 등의 방호 및 방사능 방재대책법에 의한 물리적 방호검사, 사업자의 방사능재난 예방·확산방지·수습 조치에 관한 검사, 방사능재난 대응시설과 방사능방재 교육 및 훈련에 대한 검사가 있다. 
안전규제기관인 원자력안전위원회는 안전규제검사를 통해 위반이 발견될 경우, 즉시 그 위반사항에 대한 시정 또는 보완을 명하여 원자력안전을 확보토록 하고 있다. 즉, 원자로시설의 설치자 및 운영자가 허가 받은 사항을 만족하지 못하는 경우 그 허가를 취소하거나 기간을 정하여 사업정지를 명할 수 있다. 또한, 원자로시설의 성능이 기준에 적합지 않거나 원자로시설의 운영에 관한 안전조치가 기준에 미달될 때에는 시설의 사용정지 또는 안전을 위하여 필요한 기타 시정조치를 명할 수 있다. 
- 사용전 검사 : 발전소 최초 가동 전에 실시한다. 건설허가신청서와 운영허가신청서에 기술된 대로 원자로시설이 설계, 제작, 시공되었고, 제반 성능이 발휘되는지 여부를 확인함으로써, 완공된 원자로시설이 수명기간 동안 안전하게 운전될 수 있는지를 확인하기 위한 검사이다. 사용전검사는 크게 시설‧설치검사와 성능검사로 구분되며, 건설허가 이후부터 상업운전 전까지 단계별[4]로 진행한다. 시설‧설치검사는 구조물 및 시설의 설치 적합성을 중심으로 실시한다. 이때 기기와 부품의 용접 상태까지, 작은 부분도 철저히 검사한다. 성능검사는 중요한 설비들이 제작, 설치되면 각각의 성능을 확인하기 위한 검사로서 각각의 계통별로 기능을 검사하고, 상온 및 고온기능시험 등을 실시한다. 고온기능시험은 원자로에 핵연료를 장전하기 전과 장전한 후의 1차 냉각재계통 및 보조계통의 운전 기능을 확인하고 2차계통의 성능을 점검하는 종합시험이다. 이후 원전에 부품과 기기가 모두 설치 완료되고 핵연료가 장전된 상태에서는 최종 성능 확인을 위해 시운전검사를 실시한다. 원자력발전소는 이와 같은 시운전검사에 최종 합격하여야 상업운전에 들어갈 수 있다.
- 정기 검사 : 원자력시설의 성능이 운영허가를 받은 처음 상태대로 안전하게 유지되고 있는가를 정기적으로 확인하는 검사이다. 핵연료를 교체하는 기간 또는 정기보수기간 중에 모든 시설을 정비하므로, 원자력안전위원회가 이 기간을 이용하여정기검사를 수행한다. 정기검사 주기는 원자력안전법 시행규칙 제19조에 따라, 발전용 원자로의 경우 최초로 상업운전을 개시한 후 또는 검사를 받은 후 20개월 이내, 연구용 원자로의 경우는 검사를 받은 후 24개월 이내에 정기검사를 받아야 한다. 단, 원자로의 운영 상황이나 특성을 고려하여 원자력안전위원회가 별도로 검사 시기를 결정하는 경우도 있다.
- 가동중 검사 : 원자력안전위원회에서는 원자력발전소가 상업운전을 시작하고 난 이후부터 10년 단위로, 3~4회에 걸쳐 기기의 상태와 기능을 평가하고, 해당 기술기준에 부합하는지 검사를 실시한다. 주요 검사 대상은 원자력발전소의 안전 관련 설비와 기기들로서, 원자로 내 압력용기, 증기발생기, 방사성물질 유출방지 및 격리설비, 격납용기 등이다. 평가 기준은 가압경수형 원자로 시설의 경우, 대한전기협회의 전력산업기술기준(KEPIC)의 ‘원자로시설 기술기준 적용에 관한 지침에 따른 가동중검사 요건’ 또는 이와 상응되는 기술기준(ASME Code[5] Sec. XI[6])을 적용하고, 가압중수형 원자로시설의 경우 캐나다 기술표준(CAN/CSA[7] 285.4/5[8])을 적용한다. 이에 따라 해당 설비와 기기에 대한 비파괴검사, 계통압력시험, 보수 및 교체 여부, 운전중사건 등을 종합적으로 평가한다.
- 품질보증 검사 : 원자력시설의 설계, 제작, 운전 및 보수 등 모든 단계에서, 원자로 시설의 설치자 및 운영자의 품질에 영향을 주는 활동이 규제기관이 승인한 품질보증계획서에 맞게 수행되고 있는가를 확인하는 검사이다. 이 검사는 가동 및 건설 중인 원자로 시설에 대해 정기적으로 실시한다. 품질보증검사 대상은 발전용 원자로 건설 및 운영 사업자, 연구용원자로 건설 및 운영 사업자, 핵주기시설, 방사성폐기물 처분시설 사업자 등 원자력시설 전반에 걸쳐 있다. 발전소별로 매년 1회씩 수행하며[9], 가동 원전의 경우, 품질보증 18개 요건에 따른 품질보증체계의 유효성을 검사하는 유효성 검사와 주요 발전소 정비 현안 및 취약 분야를 집중적으로 검사하는 심화검사로 구분하여 격년 주기로 수행한다. 건설 원전은 유효성 검사를 매년 수행하며, 건설 및 시공업무를 수행하는 주 계약자의 품질보증체계 유효성에 대한 검사도 함께 진행한다.
- 현장주재 검사 : 원자력발전소 부지별로 현장규제요원을 두어, 원자력 사업자가 기술지침서의 제반 안전규정을 준수하는지, 각종 시험 및 정비작업을 수행하는지를 확인하는 검사이다. 이 외에도 현장규제요원은 주요 정기점검에 대한 입회조사, 원자로의 이상사태 발생 시 조치사항 조사, 원자로시설 운영자의 방사선 안전관리 이행여부 확인 등을 실시한다. 2013년부터는 지역 사무소를 설치해, 평상시 안전 사항을 관리, 감독한다. 현안에 따라 특별검사, 수시검사 등을 실시하기도 한다. 또한 방사능방재와 관련된 각종 교육이나 훈련 업무에도 관여한다.

### 관련 법률
원자력 법령 체계는 크게 원자력에 관한 사항을 전적으로 다루기 위하여 제정된 원자력 관련 법률과, 타 분야 목적으로 제정되었으나 원자력에 관련된 사항을 일부 포함하고 있는 여타 법률의 2가지로 분류될 수 있다. 
원자력 관련 법률에는 원자력의 안전관리에 관한 사항을 규정하고 있는 원자력 안전·규제 법률, 원자력의 이용과 진흥에 관한 사항을 규정하는 이용·진흥관련 법률, 원자력으로 야기되는 손해의 배상에 관한 사항을 규정하는 원자력 손해배상 관련 법률이 있다. 이 가운데 원자력 안전·규제 법률로는 원자력안전법을 위시하여 원자력시설 등의 방호 및 방사능방재 대책법, 생활주변방사선 안전관리법, 원자력안전원회의 설치 및 운영에 관한 법률, 한국원자력안전기술원 법 등이 있다. 
원자력안전법에서 원자력안전규제에 관한 근거와 기본사항을 규정하고 있으며, 이 법의 시행에 필요한 행정적인 사항을 규정한 시행령(대통령령), 법 및 시행령의 이행에 필요한 상세한 규제절차, 방법, 기술기준 등을 규정한 시행규칙과 기술기준규칙, 그리고 기술기준과 행정절차에 관한 사항을 상세히 규정한 고시의 4단계로 구성되어 있다.
이러한 4단계의 법령에서 안전기준을 설정하고 있으며, 이를 기술적으로 지원하기 위해 각종 안전지침이 제공된다. 안전기준은 원자력시설, 방사성물질 등의 안전관리에 적용되는 기술적 잣대로서 규제자에게는 명확한 규제판단의 기준이며, 사업자에게는 안전성을 확보하기 위해 필히 준수해야 하는 기본적인 요건으로 법령에 규정해야 한다. 한편, 안전지침은 안전기준을 명확하고 객관적으로 적용할 수 있도록 기술적으로 상세한 지침을 제시하는 것으로, 안전기준과는 달리 강제성을 갖지 않는다. 
대한민국의 원자력 안전기준은 원자력안전법에 명시한 일반적인 허가기준과 규칙에서 제시하고 있는 일반적인 기술기준, 그리고 고시 등으로 제시하고 있는 상세 기술기준으로 구성된다.
일례로 원자력안전법에 규정한 발전용원자로의 건설 및 운영 허가기준은, 
1. 위원회 규칙으로 정하는 건설 및 운영에 필요한 기술능력을 확보하고,
2. 위원회 규칙으로 정하는 기술기준에 적합하여 인체·물체 및 공공의 재해방지에 지장이 없어야 하며,
3. 건설 및 운영으로 인하여 발생하는 방사성물질 등으로부터 국민의 건강 및 환경 상의 위해를 방지하기 위하여, 대통령령으로 정하는 기준에 적합해야 하고,
4. 품질보증계획서, 해체계획서 등의 내용이 위원회 규칙으로 정하는 기준에 적합해야 한다.

이처럼 기술기준에 관한 사항은 대개 하위 법령으로 위임하고 있으며, 일반 기술기준은 규칙에서 규정하고 상세한 기술기준은 약 83건의 고시로 규정하고 있다. 또한 안전지침으로 한국원자력안전기술원의 규제지침과 산업계에서 자체적으로 설정한 산업기준이 있다.
원자력 시설 등의 방호 및 방사능방재대책법은 핵물질 및 원자력시설의 안전한 운영을 위한 방사능방재와 시설 방호 체계를 강화하고, 방사능재난에 효율적으로 대처할 수 있는 방사능재난관리체계를 구축하기 위하여 제정하였다. 생활주변방사선안전관리법은 생활 주변에서 일상적으로 접할 수 있는 방사선으로부터 국민의 건강과 환경 보호를 위하여 방사선의 안전 관리에 관한 사항을 규정하고 있다.     

## 원전 인·허가
원자로 및 관계시설을 건설하려는 자는 건설허가신청서, 방사선환경영향평가서, 예비안전성 분석보고서, 건설에 관한 품질보증계획서, 원자로 및 관계시설의 해체계획서와 그 밖에 총리령으로 정하는 서류를 첨부하여 위원회에 제출하여 허가를 받아야 한다. 
건설허가를 받고 공사를 진행하는 사업자는 원자로 및 관계시설의 최종설계를 확정한 후, 안전성 평가를 수행하고 최종안전성분석보고서, 운영기술지침서, 품질보증계획서, 방사선비상계획서, 사고관리계획 등을 제출하여 운영허가를 신청하여야 한다. 이와 동시에, 원자로 및 관계시설의 건설이 적절히 수행되어 관련 기기 및 계통이 설계된 대로 설치되고 성능을 발휘하는지 시험하고, 규제기관의 사용전검사를 받아야 한다.  규제기관의 사용전검사 결과가 적합하여 원자로 및 관계시설이 핵연료를 장전할 상태가 되었는지 확인되고 사업자의 최종안전성분석보고서를 포함한 운영허가 신청 서류의 심사결과가 적합하면 원자력안전위원회는 원자력 발전소의 운영을 허가하게 된다. 
운영허가를 취득하면, 핵연료를 원자로에 장전할 수 있으며, 원자로 및 관계시설에 대한 시험을 계속 수행하여, 최초로 핵연쇄반응이 일어나는 초기임계 상태에 이르게 된다. 최초 임계도달 이후, 원자로가 출력 100%에 도달할 때까지 원자로 출력을 여러 단계로 나누어 시험을 수행한다. 그 결과가 적합하면 다음 단계로 원자로의 출력을 상승하여 100% 출력에 도달하게 된다. 각 출력 단계별로 이루어지는 시험에 대해, 규제기관이 검사를 수행하여 사용전검사의 합격여부를 결정한다. 
운영허가를 받고 원자력 발전소를 운전하는 자가 허가 받은 사항 중 경미한 사항을 변경하고자 할 때는 경미한 사항 변경신고를 하도록 하고 있고, 원자력 발전소의 안전에 중요한 사항은 변경허가를 신청하여, 그 적합성을 심사를 받아 안전성이 확인된 후에 변경을 하도록 하고 있다.
- 표준설계인가[10] : 원래 미국의 제도로, 건설허가, 운영허가와는 별도로, 반복적으로 건설되는 원전에 대하여 표준설계인가를 함으로써 중복적인 인·허가 심사를 피할 수 있게 하기 위한 제도이다. 표준설계인가를 받으면 미국의 경우 15년, 한국은 10년 동안 그 유효성이 인정되고, 미국의 경우 표준설계인가를 갱신하면 10년에서 15년 더 유효하게 되나 우리나라는 표준설계인가 갱신 제도가 없다. 또 미국은 통합인허가제도(Combined Operating License, COL)를 운영해, 표준설계인가를 받은 원전이 건설허가 심사와 운영허가 심사를 따로 하지 않고 원전을 건설 및 운영할 수 있도록 하고 있다. 이에 반해, 우리나라는 표준설계인가 제도가 있으나, 원전을 건설, 운영할 때 건설허가와 운영허가 각각의 단계를 거치도록 하고 있다.  표준설계가인가 유효기간 이내에 이를 적용하여 원자로 및 관계시설의 건설허가를 신청한 경우, 해당 원자로 및 관계시설의 운영허가일까지 표준설계인가가 유효한 것으로 보며, 표준설계가 유효한 기간 중이라도 안전성에 중대한 사항이 발견되면, 인가를 받은 사항에 대하여 시정 또는 보완을 명할 수 있다.
- 부지사전승인 : 원자력안전위원회는 발전용원자로 및 관계시설을 건설하려는 자가 건설허가신청 전에 부지에 관한 사전승인을 신청하면 이를 검토한 후에 승인할 수 있다.[11] 부지에 관한 사전승인을 받은 경우, 원자로 시설을 설치할 지점의 굴착과 그 지점의 암반의 보호 및 보강을 위한 콘크리트공사를 할 수 있다.[12] 부지사전승인을 받기 위해서는 방사선환경영향평가서, 부지특성에 관한 부지조사보고서 등을 제출하여야 한다. 방사선환경영향평가서에는 시설 및 부지 주변지역의 환경현황, 시설의 건설 및 운영으로 인하여 주변 환경에 미치는 방사선 영향의 예측, 시설의 건설 및 운영 중 방사선환경감시계획, 그리고 운전 중 사고로 인하여 환경에 미치는 방사선 영향을 기술한다. 부지조사보고서에는 지리적 특성 및 인구현황, 주변산업･수송 및 군사시설, 기상 특성, 해양 특성, 수문 특성, 그리고 지질･지진 및 지반공학 특성을 기술한다.[13]
- 부지심사기준 : 원자로 시설 부지는 건설과 관련된 원자력안전법 제11조(허가기준) 및 운영과 관련된 제21조(허가기준)에 따라, 원자력안전위원회가 정하는 기술기준에 적합하여 원자로 시설의 건설 및 운영으로 발생되는 방사성물질 또는 그에 의하여 오염된 물질에 의한 인체·물체 및 공공의 재해방지와 국민의 건강과 환경상의 위해가 없는 곳에 위치하도록 규정하고 있다. 부지평가에 관한 분야별 세부 지침은 한국원자력안전기술원에서 개발하여 원전 시설의 인·허가를 위한 안전성분석보고서 심사 시 적용하고 있는 <경수로형 원자력발전소 규제기준 및 규제지침>과 <경수로형 원자력발전소 안전심사지침서>에 제시되어 있다.
- 건설허가 : 원자력안전위원회는 건설허가를 신청한 자가 원자로 및 관계시설의 건설에 필요한 기술능력을 확보하고 있는지, 건설하고자 하는 원자로 및 관계시설의 위치 및 구조, 설비가 기술기준에 적합하고, 방사성물질 등에 따른 인체·물체 및 공공의 재해방지에 지장이 없으며, 국민의 건강 및 환경상의 위해를 방지할 수 있는지 심사한다. 건설허가 신청 시 제출하도록 되어 있는 예비안전성분석보고서는 원자로 및 관계시설이 설치되는 부지의 특성, 원자로 및 관계시설의 설계, 안전계통, 방사선 방호, 사고해석, 확률론적 안전성평가 및 중대사고 분석, 기술지침서, 운영관리 등의 내용을 포함한다.
- 운영허가 : 건설허가를 받아 원자력 발전소를 운영하려는 사업자는 규제기관인 원자력안전위원회로부터 운영허가[14]를 받아야 한다. 운영허가 기준은 원자력발전소 운영에 필요한 기술 능력을 확보하고 원자력발전소의 성능이 규제기관인 원자력안전위원회에서 정하는 기술 기준에 적합하여 방사성물질 등에 따른 인체·물체 및 공공의 재해방지에 지장이 없어야 한다. 원자로 시설의 운영 중에 시설의 안전에 영향을 주거나 줄 우려가 있는 사고해석과 운영기술지침서의 변경 등 운영허가 사항을 변경하고자 할 경우에는 그 변경 전에 원자력안전위원회로부터 변경허가를 받아야 한다.

## 중대사고 정책
원자력발전소의 중대사고 대처능력을 강화하기 위하여 중대사고 정책이 2001년 8월 의결되었으며, 2015년 6월에는 사고관리 규제요건을 강화한 원자력안전법이 개정되었다.
‘중대사고’라 함은 원자력발전소의 설계기준사고를 초과하는 원자로 노심의 손상을 수반하는 사고를 말한다. 중대사고 정책에서는 국내 모든 원자력발전소에 대해 안전목표 설정, 확률론적안전성평가, 중대사고 대처능력의 확보 및 중대사고 관리계획의 수립을 요구하고 있다. 
- 안전목표[15] : 원자력발전소의 사고로부터 부지 인근의 주민 개인이 받을 수 있는 초기사망 위험도는 기타 사고에 의한 전체 초기사망 위험도의 0.1%를 초과하지 않아야 한다. 또한 원자력발전소 주변지역의 주민 집단이 원자력발전소의 운전으로 인해 받을 수 있는 암 사망 위험도는 기타 원인에 의한 전체 암 사망 위험도의 0.1%를 초과하지 않아야 한다. 이러한 안전목표를 달성하기 위해 원자로 노심의 손상을 예방하고 격납시설에 의한 방사성 물질의 방출을 저감하기 위한 성능목표를 설정한다.
- 확률론적 안전성평가 : 발전용 원자로 설치·운영자는 위험도를 가능한 한 낮출 수 있는 방안을 찾기 위해 확률론적 방법으로 원자력발전소의 안전성을 평가하여야 한다.
- 중대사고 대처능력 : 원자력 발전소는 중대사고 예방을 위해, 원자로 노심의 손상을 방지하는 능력을 갖추어야 한다. 또한 원자로 격납시설은 원자로 노심이 손상되더라도 사고결과(영향)를 완화할 수 있도록, 구조적 건전성과 핵분열 생성물의 방출에 대한 방벽의 기능을 유지하여야 한다.
- 중대사고 관리계획 : 발전용 원자로 운영자는 중대사고 발생에 대비하여 중대사고 관리계획을 수립하고 이를 이행하여야 한다. 이 계획은 사고관리전략, 사고관리 수행조직, 사고관리지침서, 교육·훈련, 계측기 및 필수정보 분석 등에 관한 사항을 포함하여야 한다.

<노심의 현저한 손상 이후 발생하는 위협요인>
| 구분                                | 위협요인 |
| ----------------------------------- | --- |
| 필수적으로 고려하여야 하는 위협요인 | ･가연성기체 연소 또는 폭발 ･원자로격납건물 고온 또는 과압 ･노심용융물과 콘크리트의 반응 ･노심용융물의 고압 분출 ･원자로격납건물 직접가열 ･노심용융물과 냉각수의 반응 ･증기발생기 전열관 크리프 파손 등 원자로격납건물 격리경계 우회 |
| 추가적으로 고려하여야 하는 위협요인 | 확률론적안전성평가 등을 통하여 위의 필수적으로 고려하여야 하는 위협요인과 유사한 수준의 발생 가능성 및 영향을 가지는 것으로 평가된 위협요인                                                                                         |

<결정론적 안전기준 및 확률론적 안전목표치>
| 구분                       | 기준 및 목표치 |
| -------------------------- | --- |
| 결정론적 기준(제8조)       | ･250mSv(갑상선) 및 3000mSv(전신) |
| 확률론적 안전목표치(제9조) | ･사고로 인한 초기사망 위험도 및 암 사망 위험도가 각각의 전체 위험도의 0.1% 이하이거나 또는 그에 상응하는 성능목표치를 만족할 것 (성능목표치: 노심손상빈도 1.0 x 10-5/년 이하, 조기대량방출빈도 1.0 x 10-6/년 이하) ･Cs-137 방출량 100TBq 초과 방출빈도 : 1.0 x 10-6/년 이하 |

## 방사능방재
방사능방재(radioactivity prevention)는 원자력 시설을 운영함에 있어서 방사선비상 시, 효과적으로 대처하기 위한 모든 활동으로, 방사능재난이 발생하지 않도록 예방하는 활동과 방사능 재난 발생에 대비한 계획을 사전 수립하는 활동, 방사능재난 발생에 대처하고 수습하기 위한 대응 활동이 포함된다. 
- 방사선비상 : 방사성 물질 또는 방사선이 누출되거나 누출될 우려가 있어, 긴급한 대응 조치가 필요한 상태
- 방사선재난 : 방사선비상이 국민의 생명과 재산 및 환경에 피해를 줄 수 있는 상황으로 확대되어 국가적 차원의 대처가 필요한 경우
- 방사선비상대책(방사능방재대책) : 방사선비상 발생에 대비하여 각 관련기관이 수립하고 있는 대응계획

방사선비상이 발생하면, 각 기관별 방사선비상대책에 따라 유관기관 간에 긴급연락이 취해지고, 각 비상대응기구가 설치되어, 즉시 준비된 사항을 실행하게 된다. 방사선비상계획에 따라 방사능재난 대응 총괄(중앙방사능방재대책본부), 현장 사고 수습 총괄(현장방사능방재지휘센터), 주민보호조치 이행(지역방사능대책본부) 등의 대응 활동을 수행한다.

### 방사능방재 조직체계[16]
원자력 시설에서의 방사성물질 누출로 인해 비상발령 조건을 충족하는 방사선비상 시 해당 기관 및 관련 기관 소속으로 별도의 비상 대응 기구를 설치하여 운영한다. 
중앙방사능방재대책본부(원자력안전위원회)는 주민보호와 환경보전 등 방사능방재대책을 총괄·조정하고, 현장방사능방재지휘센터는 방사능 재난현장에서 재난수습 총괄 및 주민보호조치(옥내대피, 소개, 음식물 섭취 제한 등) 등을 수행한다. 이와 더불어 방사능방재에 관한 기술적인 사항을 지원하기 위한 방사능방호기술지원본부(한국원자력안전기술원), 방사선비상 진료활동을 총괄하기 위한 방사선비상의료지원본부(한국원자력의학원), 지역 주민보호 조치 이행을 위한 지역방사능방재대책본부(지방자치단체), 원자력시설 사고수습과 사고확대방지 및 시설복구 등을 수행하는 원자력사업자 방사선비상대책본부가 설치·운영된다. 
한편, 방사선비상 및 방사능재난 발생 시 현장중심의 대응능력 강화를 위하여 원자력 시설이 위치한 인접지역에 현장방사능방재지휘센터를 설치 운영한다. 월성방사능방재센터를 시작으로 울진, 영광, 고리, 대전 지역에 건설하여 총 5개의 방재센터를 운영하고 있다. 사고 시 비상조직으로 정식 발족했을 경우 현장방사능방재지휘센터(약칭 현장지휘센터)라고 부른다. 현장방사능방재지휘센터는 의사 결정 자문기구로 합동방재대책협의회를 운영하며, 방사능 재난에 대해 정확하고 통일된 정보를 제공하기 위한 연합정보센터와 사고분석반, 주민보호반, 등 분야별 실무반을 두고 방사능 재난에 대해 신속한 지휘와 상황관리, 재난 정보의 수집과 통보, 주민보호 등의 임무를 수행한다.
한편, 방사성물질을 표적 지역에 유포, 확산시킴으로써 인체의 방사선피폭을 포함한 환경에 방사능오염을 유발시키는 행위를 '방사능테러'라고 한다. 핵물질을 탈취 혹은 취득하여 핵폭발장치를 제작하여 폭발시키거나, 원자력 발전소와 같은 원자력 시설을 공격하여 상당한 양의 방사성물질을 누출시키거나, 방사선원 탈취에 의한 방사능확산장치 제조 등이 여기에 해당한다. 원자력안전위원회를 비롯한 규제기관에서는 테러를 방지하고 테러 발생 시 위험을 최소화하기 위하여 주요 정부기관과 연계한 활동을 벌인다. 방사능테러 발생 시에는 원자력시설 사고대응체계를 준용하여 조직을 구성하며, 대규모의 방사선사고 발생 시에는 방사선사고중앙대책본부가 구성된다.

### 방사선비상등급
원자력 시설에서는 방사선 비상시 발생된 방사선 비상사태의 심각성과 피해 예상 정도에 따라 비상 등급을 설정하여 대응한다. 
- 시설(백색)비상(시설건물 내〉1mSv/h) : 방사성물질의 누출로 인한 방사선영향이 원자력시설 건물 내에 국한 것으로 예상. 방사성물질의 밀봉상태가 손상되거나, 원자력 시설의 안전성 상태 유지를 위한 전원 공급 기능에 손상이 발생하거나 발생할 우려가 있는 등의 사고이다. 사업자는 비상대응행동을 개시하며, 예비현장방사능방재지휘센터 운영 등 소외 방재대책 기관의 비상대응활동을 준비한다.
- 소내(청색)비상(부지경계 내〉1mSv/h) : 원자력시설 부지 내에 국한될 것으로 예상. 시설비상 등에서 안전 상태로 복구되는 기능의 저하로 원자력 시설의 주요 안전 기능에 손상이 발생하거나 발생할 우려가 있는 사고이다. 원자력 시설 사업자는 비상대응활동을 강화하며, 현장방사능방재지휘센터 설치·운영 등 소외 방재대책기관의 비상대응체제로 전환하며, 필요 시 사전보호차원의 주민보호조치를 취해야 한다.
- 소외(적색)비상(부지경계 밖〉1mSv/h) : 원자력시설 부지 외부까지 확대될 것으로 예상. 노심의 손상 또는 용융 등으로 원자력 시설의 최후 방벽에 손상이 발생하거나 발생할 우려가 있는 사고이다. 소외비상 발령 시에는 소외 방재대책기관의 원자력시설 주변지역 주민에 대한 보호 조치 등 비상대응활동을 전개한다.

### 방사선비상 계획구역
방사선비상 시, 대피처 소개 등 주민보호대책을 사전에 집중적으로 마련하기 위해 설정하는 구역이다. 국제원자력기구(IAEA) 권고 및 후쿠시마 원전 사고의 교훈을 반영하여 방사선비상 대책을 집중적으로 마련하기 위한 지역으로서, ‘예방적보호조치구역(Precautionary Action Zone)’과 ‘긴급보호조치계획구역(Urgent Protective Action Planning Zone)으로 구분하고 있다. 
- 예방적보호조치구역 : 원자력시설로부터 반경 3~5km이내 지역으로, 방사선비상이 발생했을 경우 사전에 주민을 소개하는 등 예방적으로 주민보호조치를 실시하기 위해 정하는 구역이다.
- 긴급보호조치계획구역 : 원자력시설로부터 반경 20~30km으로 지역으로, 방사선비상이 발생할 경우 방사능영향평가 또는 환경감시 결과를 기반으로 주민에 대한 긴급보호조치를 위해 정하는 구역이다.

2014년, 비상계획구역 범위를 30km까지 확대하는 내용의 방재대책법 일부개정법률안이 국회 미래창조과학위원회 법안 소위 및 전체 회의를 통과했다. 2017년 기준으로, 대한민국에서 방사선비상계획구역 해당 지역은 광역지자체 8개 지역, 기초지자체 21개 지역으로 구성되어 있으며 해당 인구수는 약 209만 명에 이른다. 원자력 시설별 방사선비상계획구역은 원자력안전위원회가 원자력 시설별로 고시하는 지역을 기초로 하여, 원자력 사업자가 인구 분포, 도로망, 지형 등 그 지역의 고유한 특징과 비상 대책 시행의 실효성 등을 종합적으로 고려, 방사선비상계획구역 관할 광역자치단체장과 협의하여 설정한 후 원자력안전위원회의 승인을 받아 확정한다. 

### 주민보호 조치
원자력시설에서 방사선비상이 발생하면 원자력사업자는 사고의 영향을 최소화하기 위한 긴급 조치를 취한다. 주민 스스로 원자력 시설의 방사성물질 누출 사고를 알기 어려우므로, 사고 초기에는 인근 주민을 대상으로 동원 가능한 모든 방법으로 사고 내용을 신속하고 정확하게 통보한다. 원자력발전소 예방적보호조치구역(반경 3-5km)에는 발전소에서 직접 방송할 수 있는 방송망이 구축되어 있으며, 사고가 확대될 경우 대중매체를 활용한다. 발표 내용은 사고 발생 사실을 포함하여 행동요령 등을 전달하며, 주기적으로 변화된 상황에 대한 정보를 제공해야 한다. 
지방자치단체는 방사선비상계획 구역 내의 주민 소개를 위해, 소개 예상 인원, 소요 시간, 거리 등을 고려해 지역별로 공공건물을 구호소로 지정하여, 사고 발생 시 현장방사능방재지휘센터장이 결정한 주민 소개 조치를 이행한다. 
<긴급 주민보호 조치 결정 기준>
| 주민보호 조치      | 결정 기준                                          |
| ------------------ | -------------------------------------------------- |
| 옥내대피           | 10mSv/2일                                          |
| 소개               | 50mSv/1주일                                        |
| 갑상선방호약품배포 | 100mGy : 갑상선 장기피폭에 따른 흡수선량을 의미함. |
| 일시이주           | 30mSv/처음 1월 10mSv/그 다음 1월                   |
| 영구정착           | 1Sv/ 평생(70년)                                    |

음식물 섭취 제한 조치는 현장방사능방재지휘센터장이 결정하며, 농림축산식품부, 환경부, 식품의약품안전처 등 관련 중앙 행정기관 및 지방자치단체 등에서 이를 이행한다. 
방사선비상이 발령되면, 외출 중이거나 직장, 학교, 일터 등 집 밖에 있는 경우에는 즉시 귀가하거나 안내에 따라 안전한 곳으로 대피한다. 그리고 텔레비전이나 라디오를 통해 안내 방송을 주의 깊게 듣는다. 이 때 방사선 피폭에 대비하여 창문과 문을 꼭 닫고 가스 등은 잠그고, 환기구 등을 닫아 외부 공기 유입을 최소화한다. 

### 방사선 비상진료기관
방사선비상진료기관은 원자력발전소가 위치한 지역과 수도권, 중부권, 강원권 등에 총 23개 방사선비상진료기관이 운영되고 있다. 방사선비상진료기관은 국가방사선비상진료센터와 1·2차 방사선비상진료기관으로 나뉜다. 국가방사선비상진료센터는 방사선피폭환자의 응급진료 등 방사선비상 진료, 방사선비상 진료요원 및 구조요원에 대한 교육과 훈련, 1차 및 2차 방사선진료기관에 대한 지원, 방사선비상 진료 관련 연구 등을 비롯하여 국가방사선비상진료센터의 장이 방사선비상 진료에 필요하다고 인정하는 방사선비상 진료 관련 업무를 담당한다. 
1차 방사선비상진료기관은 원전 인근에 위치하여 신속한 응급조치를 담당한다. 방사선피폭환자의 응급진료 등 방사선비상 진료, 방사선피폭환자에 대한 기록 보존 및 비상진료센터를 경유하여 원자력안전위원회에 보고, 필요 시 국가방사선비상진료센터 또는 2차 방사선비상진료기관으로 환자 이송, 방사선비상진료 교육에 참여한다.
2차 방사선진료기관은 1차 비상진료기관에서 후송된 환자의 전문 치료를 수행한다. 방사선피폭 환자의 응급진료 등 방사선 비상 진료, 방사선피폭환자에 대한 기록 보존 및 국가방사선비상진료센터를 경유하여 원자력안전위원회에 보고, 필요시 국가방사선비상진료센터로 환자 이송, 방사선비상진료교육에 참여한다. 
| 구분                                              | 기관명                                  | 지정연도 | 소재지             |
| ------------------------------------------------- | --------------------------------------- | -------- | ------------------ |
| 한국원자력의학원 국가방사선비상진료센터           | 한국원자력의학원 국가방사선비상진료센터 | 2002     | 서울시 노원구      |
| 1차 비상진료기관 (11개)                           | 국군대구병원                            | 2010     | 경북 경산시 하양읍 |
| 1차 비상진료기관 (11개)                           | 국군부산병원                            | 2010     | 부산시 해운대구    |
| 1차 비상진료기관 (11개)                           | 국군함평병원                            | 2010     | 전남 함평군 해보면 |
| 1차 비상진료기관 (11개)                           | 기장병원                                | 2005     | 부산시 기장군      |
| 1차 비상진료기관 (11개)                           | 동국대경주병원                          | 2005     | 경북 경주시 석장동 |
| 1차 비상진료기관 (11개)                           | 영광기독병원                            | 2005     | 전남 영광군        |
| 1차 비상진료기관 (11개)                           | 영광종합병원                            | 2005     | 전남 영광군        |
| 1차 비상진료기관 (11개)                           | 울진군의료원                            | 2004     | 울진군 연지리      |
| 1차 비상진료기관 (11개)                           | 방사선보건연구원                        | 2010     | 서울시 도봉구      |
| 1차 비상진료기관 (11개)                           | 강릉동인병원                            | 2012     | 강원도 강릉시      |
| 1차 비상진료기관 (11개)                           | 고창종합병원                            | 2015     | 전라북도 고창군    |
| 2차 비상진료기관 (12개)                           | 경북대학교병원                          | 2004     | 대구시 북구        |
| 2차 비상진료기관 (12개)                           | 경상대학교병원                          | 2004     | 경남 진주시 칠암동 |
| 2차 비상진료기관 (12개)                           | 국군대전병원                            | 2004     | 대전시 유성구      |
| 2차 비상진료기관 (12개)                           | 국군수도병원                            | 2004     | 경기 성남시 분당구 |
| 2차 비상진료기관 (12개)                           | 부산대학교병원                          | 2004     | 부산시 서구        |
| 2차 비상진료기관 (12개)                           | 서울대학교병원                          | 2004ㅈ   | 서울시 종로구      |
| 2차 비상진료기관 (12개)                           | 울산대학교병원                          | 2004     | 울산시 전하동      |
| 2차 비상진료기관 (12개)                           | 전남대학교병원                          | 2004     | 광주시 동구        |
| 2차 비상진료기관 (12개)                           | 전북대학교병원                          | 2004     | 전북 전주시 덕진구 |
| 2차 비상진료기관 (12개)                           | 충남대학교병원                          | 2004     | 대전시 중구        |
| 2차 비상진료기관 (12개)                           | 충북대학교병원                          | 2004     | 충북 청주시 개신동 |
| 2차 비상진료기관 (12개)                           | 한라병원                                | 2004     | 제주시 연동        |
| 국가방사선비상진료센터(1), 방사선비상진료기관(23) |                                         |          |                    |

### 방사능방재 훈련
방사능방재 훈련은 원자력발전소의 사고완화 및 대처 능력을 확인하고, 방재 관련기관간 협조체계의 유효성을 점검하며, 주민 및 환경 피해의 최소화와 주민보호조치능력을 확인하기 위하여 실시하고 있다. 실전적 방사능방재 훈련을 위해 훈련 주기를 강화하였다. 
원자력 시설 부지의 비상 조직별로 참여하는 부분훈련과 원자력 시설 부지 내 전 비상 조직이 참여하는 전체훈련이 있다. 그리고 소규모 원자력 사업자를 제외한 원자력 사업자, 원자력안전위원회, 지방자치단체 및 전문기관이 등이 참여하는 합동훈련, 관련 중앙행정기관을 비롯한 국내 전 대응 기관이 참여하는 연합 훈련 등이 있다. 훈련을 통해 나타난 미비점은 비상계획에 반영하여 비상시 대응능력을 보완, 유지하고 있다. 
| 구분                             | 주관기관         | 참여기관                                                                 |
| -------------------------------- | ---------------- | ------------------------------------------------------------------------ |
| 연합훈련(국가, 매년)             | 원자력안전위원회 | 원자력안전위원회, 중앙부처, 지방자치단체, 사업자, 관계기관, 군경 소방 등 |
| 합동훈련(부지별, 매2년)          | 관할 지자체      | 지방자치단체, 사업자, 관계기관, 군경 소방 등                             |
| 주미보호조치훈련 (부지별, 매2년) | 관할 지자체      | 지방자치단체, 군경 소방 등                                               |
| 전체훈련(발전소별, 매년)         | 원자력사업자     | 사업자 자체 비상 조직                                                    |
| 부분훈련(발전소별, 분기)         | 원자력사업자     | 사업자 자체 비상 조직                                                    |